# A Night Out with the Backstreet Boys
A Night Out With the Backstreet Boys é um show acústico, gravado ao vivo no Viva Television em Colônia, Alemanha em 28 de março de 1998. Foi lançado em formato VHS com um CD bônus intitulado Selections from A Night Out With the Backstreet Boys, e foi lançado depois em DVD em novembro 7, de 2000. Duas canções apresentadas e incluídos neste álbum, "Who Do You Love" e "Where Can We Go From Here?", nunca foram lançados em outro lugar como gravações em estúdio.
O vídeo traz também os vídeoclipes de "All I Have to Give" e I'll Never Break Your Heart", completando este pacote de 70 minutos de música.

## Sobre o vídeo
Os rapazes cantam com uma orquestra e um pequeno coral, sem coreografias, quase sempre sentados em bancos e principalmente mostrando ao público e à crítica que os cinco cantam mesmo e possuem talento musical. Além de cantarem em grupo, o show dá a oportunidade de cada integrante mostrar seu talento individual.
Brian Littrell interpreta "That's What She Said"/"Where Can We Go From Here?", tocando ele mesmo violão, seguido de A.J. McLean em "Lay Down Beside Me". Nick Carter brilha em "I Need You Tonight" e Howie D. dá um show com "My Heart Stays With You". Kevin fecha este bloco de solos com uma bela canção ao piano. Além da baladas que foram sucessos do grupo, como "Quit Playin' Games (With My Heart)".

## Faixas
VHS/DVD
1. "Who Do You Love"
2. "As Long As You Love Me"
3. "10.000 Promises"
4. "That's What She Said"/"Where Can We Go From Here?" (Brian Littrell)*
5. "Lay Down Beside Me" (A. J. McLean)*
6. "I Need You Tonight" (Nick Carter)*
7. "My Heart Stays With You" (Howie Dorough)*
8. "Kevin's Solo" (Sem título) (Kevin Richardson)*
9. "Like a Child"
10. "All I Have to Give"
11. "If I Don't Have You"/"I'll Never Break Your Heart"
12. "Quit Playin' Games (With My Heart)"
13. "Let's Have a Party"
14. "All I Have to Give" (European version) (Videoclipe)
15. "I'll Never Break Your Heart" (US Version) (Videoclipe)

Bonus CD
1. "10.000 Promises" - 4:10
2. "That's What She Said"/"Where Can We Go From Here?"* - 5:28
3. "Like a Child" - 6:18
4. "All I Have to Give" - 4:56
5. "If I Don't Have You"/"I'll Never Break Your Heart" - 5:14
6. "Let's Have a Party" - 4:00
7. Millennium sneak preview: "The One"/"Show Me the Meaning of Being Lonely"/"I Need You Tonight" - 4:20 (prévia do álbum Millennium)

(*): Performances solo